# Fernando Lorenzo
 (octobre 2016).
Si vous disposez d'ouvrages ou d'articles de référence ou si vous connaissez des sites web de qualité traitant du thème abordé ici, merci de compléter l'article en donnant les références utiles à sa vérifiabilité et en les liant à la section « Notes et références ».
Fernando Lorenzo Estefan, né le 31 janvier 1960 à Montevideo, est un économiste uruguayen, membre de la coalition de gauche du Front large et probable ministre de l'Économie et des Finances du gouvernement Mujica. Sous le gouvernement Vázquez, il travaillait au ministère de l'Économie. Au sein du Front large, il fait partie de la composante du Front Líber Seregni (centre-gauche) dirigée par Danilo Astori.

## Biographie
Fernando Lorenzo est diplômé d'économie de l'université de la République (1984). Il a été directeur du CINVE (Centro de Investigaciones Económicas) de 1997 à 2004, et professeur à l'université de la République ainsi qu'à l'université ORT. Il est docteur en économie de l'université Charles-III de Madrid et titulaire d'un DEA en économie et finances internationales de l'université Paris-Dauphine.